# Mesochorus faciator
Mesochorus faciator là một loài tò vò trong họ Ichneumonidae.